# GobiernoUSA.gov
USAGov en Español (antiguamente GobiernoUSA.gov) es el portal oficial del Gobierno de los Estados Unidos en español. Es la contraparte a USA.gov, el portal oficial del Gobierno de los Estados Unidos en inglés.
USAGov en Español ofrece servicios e información oficial del Gobierno de los Estados Unidos en español de una manera práctica para el usuario. Proporciona a los hispanohablantes acceso a información, programas y servicios, artículos originales y los canales de redes sociales del Gobierno.
Este portal no es una traducción directa de USA.gov, sino una adaptación social y cultural diseñada para satisfacer las necesidades de información de los hispanohablantes de Estados Unidos. Establece un acercamiento con sus lectores mediante el uso de las herramientas más modernas de comunicación por Internet y a través de la colaboración con la comunidad.
USAGov en Español proporciona información oficial y centralizada del Gobierno de los Estados Unidos durante desastres naturales. En 2005, después del Huracán Katrina, el portal agrupó información oficial de distintas agencias del Gobierno en español sobre beneficios federales y estatales, así como programas de asistencia para las víctimas del desastre. El sitio respondió de manera similar durante los incendios forestales en el sur de California de 2007, los cuales destruyeron más de 1,500 hogares.
Además, es parte de la Oficina de Servicios para el Público y Nuevas Tecnologías de la Administración de Servicios Generales de los Estados Unidos.

## Historia
USAGov en Español es parte de USA.gov. USA.gov incluye enlaces a todas las agencias federales, así como a los gobiernos estatales, locales y tribales, por lo que es el sitio más completo del Gobierno de los Estados Unidos.
El portal en español fue inaugurado el 16 de octubre de 2003 en respuesta al Decreto Presidencial 13166 (en inglés) firmado por el presidente Bill Clinton en el año 2000, el cual requiere que las agencias federales proporcionen acceso a servicios e información útil a las personas con conocimientos limitados del inglés.
El portal es el componente clave de un esfuerzo integral de comunicación cuyo fin es satisfacer la necesidad de información de alrededor de 35 millones de residentes de los Estados Unidos que hablan español en casa, es decir, el 12% de la población, de acuerdo a la Oficina del Censo de los Estados Unidos.
El número de usuarios hispanos en Internet ha crecido con mayor rapidez que el número total de estadounidenses en Internet. La audiencia de hispanos en Internet creció 3.3 millones de usuarios entre abril de 2009 y marzo de 2010. Ahora hay más de 23.6 millones de usuarios hispanos en Internet.
Inicialmente el nombre del portal era FirstGov en español, pero fue cambiado a GobiernoUSA.gov en 2006 para reflejar con mayor precisión la naturaleza del sitio. Fue rediseñado en el verano de 2010 para incorporar avances tecnológicos y así responder de una mejor manera a las necesidades de sus usuarios. Las nuevas características incluyen un diseño claro y fácil de navegar, menús desplegables en todas las páginas y un casillero con contenido rotatorio que muestra la información más relevante para los hispanos. El 23 de febrero de 2011 el portal lanzó una versión móvil del sitio, lo que permite a los usuarios consultar una variedad de programas y servicios gubernamentales en sus teléfonos celulares.
Concebido originalmente como un directorio de sitios web federales, el portal ahora incluye directorios robustos de los gobiernos estatales y locales. También ofrece una variedad de servicios por Internet y contenido original sobre programas y servicios del Gobierno, tomando siempre en cuenta al usuario hispanohablante. En 2008, GobiernoUSA.gov lanzó una campaña de comunicación a través de las redes sociales donde los usuarios pueden recibir actualizaciones sobre una variedad de temas, e interactuar con el Gobierno a través de Facebook, Twitter y YouTube.

## Funciones
GobiernoUSA.gov ofrece un directorio de recursos federales, estatales y locales en español organizado por tema, donde los usuarios pueden encontrar información con facilidad. Además, las siguientes funciones permiten a los usuarios encontrar la información y servicios que necesitan, así como mantenerse al tanto de los cambios e información nueva.
- Contenido original: los usuarios pueden leer artículos que destacan ciertos programas y servicios del Gobierno. Estos artículos incluyen entrevistas, videos y audio (con transcripción) de representantes oficiales del Gobierno sobre temas importantes como inmigración, educación, salud y muchos otros.
- Servicios por Internet: los usuarios pueden descargar y enviar formularios, realizar búsquedas y encontrar un gran número de servicios del Gobierno en español a nivel federal, estatal y local.
- Buscador: un poderoso buscador ofrece a los usuarios los resultados en español más relevantes y oficiales de millones de páginas del Gobierno federal, estatal y local. La función de búsqueda está disponible en todas las páginas de GobiernoUSA.gov, o directamente desde Buscador.gov Archivado el 2 de marzo de 2011 en Wayback Machine..
- Servicios de suscripción: los usuarios pueden suscribirse para recibir alertas gratuitas por correo electrónico y mensajes de RSS cada vez que se actualice la información del sitio.
- Cambio de idioma bidireccional (toggle): los usuarios pueden ver la página correspondiente en inglés en USA.gov, cuando está disponible (ej: salud – health). Accesibilidad: GobiernoUSA.gov es accesible para todos los usuarios, ofreciendo la capacidad de cambiar el tamaño del texto en cualquier página, una característica particularmente útil para personas con dificultades visuales o alguna otra discapacidad.

## Comunicación
Para lograr un acercamiento con la audiencia hispana en Internet, GobiernoUSA.gov lleva a cabo un programa proactivo de comunicación. Esto incluye:
- Servicios de redes sociales: los usuarios pueden interactuar con GobiernoUSA.gov en Twitter, Facebook y YouTube.
- Colaboraciones clave en la comunidad hispana: GobiernoUSA.gov distribuye información a través de algunos de los sitios web en español más populares, incluyendo Univision, MSN Latino, AOL Latino y Terra, entre otros.

## Requisitos web, normas y comité multilingüe federal
GobiernoUSA.gov cumple con todos los requisitos y guías federales para sitios web, incluyendo la Sección 508 de la Ley de Rehabilitación, que otorga a las personas con discapacidades el mismo acceso a la información del que goza el resto del público.
El portal busca preservar la información del Gobierno tal como se señala en la Ley Gobierno Electrónico de 2002. También cumple con las normas de los sitios web federales públicos dispuestas por la Oficina de Gerencia y Presupuesto de los Estados Unidos.
El sitio cumple con la Ley de Privacidad de 1974 y la Ley Federal de Administración de la Seguridad de la Información de 2002.
GobiernoUSA.gov dirige el Comité Federal de Sitios Web Multilingües, un grupo de administradores web federales, estatales y locales que trabajan para ampliar y mejorar el contenido web en idiomas distintos al inglés.